# Phniet (gmina)
Phniet – gmina (khum) w północno-zachodniej Kambodży, w środkowej części prowincji Bântéay Méanchey, w dystrykcie Seirei Saôphoăn. Stanowi jedną z 8 gmin dystryktu.

## Miejscowości
Na obszarze gminy położonych jest 7 miejscowości:
- Kantuot
- Kampring
- Phniet
- Neak Ta
- Thmei
- Bangruh
- Sala Krau